# Sillaba protonica
La sillaba protonica è quella che precede la sillaba tonica.

## Esempi
- politico = po-li-ti-co (li sillaba tonica; po sillaba protonica)
- melodico = me-lo-di-co (lo sillaba tonica; me sillaba protonica)
- acciaio = ac-cia-io (cia sillaba tonica; ac sillaba protonica)